# Harijs Liepiņš
Harijs Liepiņš (15. december 1927 i Ternejas pagasts i Letland – 3. august 1998 i Skrunda i Letland) var en kendt og betydende lettisk skuespiller.
Liepiņš fødtes i hvad der i dag udgør Ipiķu pagasts i landskabet Livland det nord-østlige Letland. I 1935 flyttede han til hovedstaden Riga, hvor han fik undervisning ved Rigas 28. mellemskole og Rigas 1. Bygymnasium. Under 2. verdenskrig var Liepiņš hilfswilliger i Luftwaffe, og efter krigen var han indsat i en lejr i Vorkuta i Rusland.. Efter hjemkomst til Riga studerede han ved Dailesteaterets studie, som han afsluttede 1949. Efterfølgende sceneoptrædener var udelukkende forbundet med Dailesteatret. Liepiņš påbegyndte i 1955 sit arbejde i spillefilm, både hos Rīgas Kinostudija samt andre filmstudier i Sovjetunionen.
Udover nogle sovjetiske ordener og priser blev Liepiņš også udnævnt til Kavaler af Trestjerneordenen den 7. november 1994.